# Ayaka Sasaki
Ayaka Sasaki (佐々木 彩夏, Sasaki Ayaka) , née le 11 juin 1996 au Japon, est une chanteuse et idole japonaise, actuellement membre du groupe japonais Momoiro Clover Z.

## Présentation
Ayaka Sasaki est née le 11 juin 1996 dans la préfecture de Kanagawa. C'est le plus jeune membre des Momoiro Clover Z. Elle mesure 1,57 mètre et son groupe sanguin est AB. Sa couleur attribuée au sein du groupe est le rose.

## Biographie
En avril 2014, Ayaka Sasaki se casse le pied gauche au cours d'un enregistrement de l’émission TV Mujack (ミュージャック) ; elle cesse ses activités pendant une période de deux mois.
Elle ne reprend ses activités qu'en juillet, mais en juin sort le film Saint Seiya: Legend of Sanctuary, pour lequel elle a prêté sa voix : Ayaka y interprète l'héroïne principale Athena (Saori Kido). C'est sa première apparition en tant qu'actrice de doublage. À propos de cette expérience, Ayaka a déclaré : « J’aime le personnage d'Athena car c'est une leader belle et forte. Je pense que la relation entre Athena et les Chevaliers est similaire à celle entre les Momoiro Clover Z et les fans comme ils essaient de nous protéger. C'est le début de la Ayaka Revolution ».
En juillet 2017, Ayaka annonce se lancer dans une carrière musicale solo ; un nouveau single serait en vente en août 2017.

## Discographie

### En solo
Single
1. 23 août 2017 : My Cherry Pie (Koiki na Cherry Pie) / My Hamburger Boy (Uwaki na Hamburger Boy)

### Avec Momoiro Clover Z
Albums
1. 27 juillet 2011 : Battle and Romance
2. 10 avril 2013 : 5th Dimension
3. 5 juin 2013 : Iriguchi no Nai Deguchi
4. 17 février 2016 : Amaranthus
5. 17 février 2016 : Hakkin no Yoake

Singles
1. 5 août 2009 : Momoiro Punch (Momoiro Clover)
2. 11 novembre 2009 : Mirai e Susume! (Momoiro Clover)
3. 5 mai 2010 : Ikuze! Kaitō Shōjo (Momoiro Clover)
4. 10 novembre 2010 : Pinky Jones (Momoiro Clover)
5. 9 mars 2011 : Mirai Bowl / Chai Maxx (Momoiro Clover)
6. 6 juillet 2011 : Z Densetsu ~Owarinaki Kakumei~
7. 6 juillet 2011 : D' no Junjō
8. 23 novembre 2011 : Rōdō Sanka
9. 7 mars 2012 : Mōretsu Uchū Kōkyōkyoku Dai Nana Gakushō "Mugen no Ai"
10. 27 juin 2012 : Otome Sensō
11. 21 novembre 2012 : Saraba, Itoshiki Kanashimitachi yo
12. 6 novembre 2013 : Gounn
13. 8 mai 2014 : Naitemo Iin da yo
14. 30 juillet 2014 : Moon Pride
15. 11 mars 2015 : Seishunfu
16. 29 avril 2015 : "Z" no Chikai
17. 7 septembre 2016 : The Golden History
18. 2 août 2017 : Blast!

## Filmographie

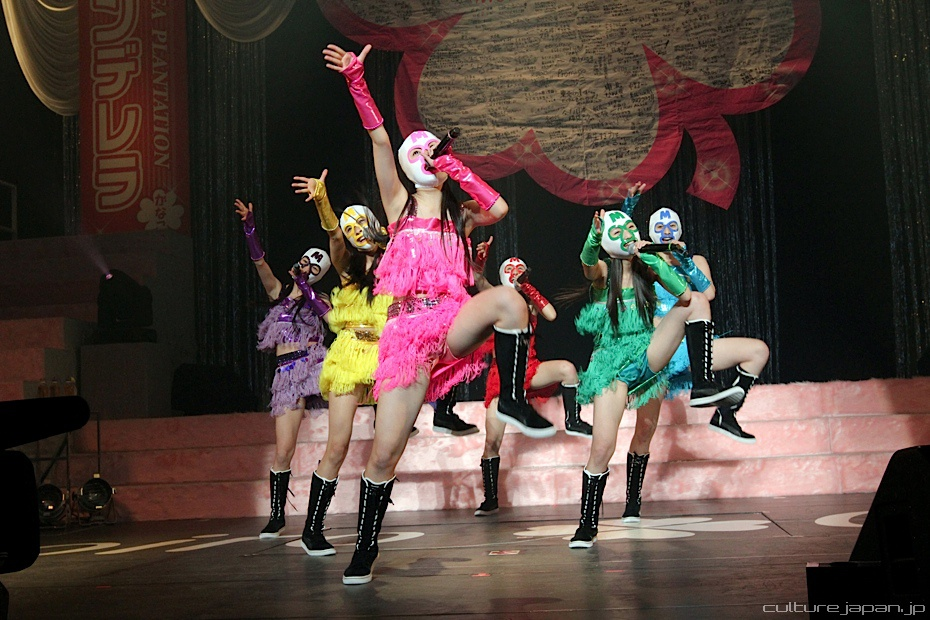
Ayaka (tout devant au centre) avec son groupe Momoclo en live le 10 avril 2011

### Films
1. 2003 : Ninifuni
2. 2006 : Death Note: The Last Name
3. 2007 : Yoshimoto Director's 100 "Boku to Takeda-kun"
4. 2010 : Shirome
5. 2011 : The Citizen Police 69
6. 2012 : Jônetsu tairiku
7. 2013 : Tetsuko's Room (Elle-même)
8. 2013 : Momo Kuro Chan (Elle-même)
9. 2013 : Mezamashi terebi (Elle-même)

### Télévision
1. 2004 : Niji no Kanata
2. 2008 : Hungry!
3. 2005-2007 : Oha Star
4. 2012 : Kaminuma Emiko wa Mita! Nichijō Waido Gekijō